# Альфред (селище, Нью-Йорк)
Альфред (англ. Alfred) — селище (англ. village) в США, в окрузі Аллегені штату Нью-Йорк. Населення — 4026 осіб (2020).

## Географія
Альфред розташований за координатами 42°15′16″ пн. ш. 77°47′23″ зх. д. / 42.25444° пн. ш. 77.78972° зх. д. (42.254333, -77.789646).  За даними Бюро перепису населення США в 2010 році селище мало площу 3,08 км², уся площа — суходіл.

## Демографія
Згідно з переписом 2010 року, у селищі мешкали 4174 особи в 526 домогосподарствах у складі 159 родин. Густота населення становила 1354 особи/км².  Було 581 помешкання (189/км²).
Расовий склад населення:
| - 84,2 % — білих - 7,1 % — чорних або афроамериканців - 4,6 % — азіатів - 0,2 % — корінних американців - 1,5 % — осіб інших рас |

До двох чи більше рас належало 2,3 %. Частка іспаномовних становила 4,4 % від усіх жителів.
За віковим діапазоном населення розподілялося таким чином: 2,6 % — особи молодші 18 років, 94,4 % — особи у віці 18—64 років, 3,0 % — особи у віці 65 років та старші. Медіана віку мешканця становила 20,5 року. На 100 осіб жіночої статі у селищі припадало 154,7 чоловіків;  на 100 жінок у віці від 18 років та старших — 155,4 чоловіків також старших 18 років.
Середній дохід на одне домашнє господарство  становив 47 223 долари США (медіана — 25 469), а середній дохід на одну сім'ю — 104 096 доларів (медіана — 106 250). Медіана доходів становила 31 136 доларів для чоловіків та 39 063 долари для жінок. За межею бідності перебувало 40,5 % осіб, у тому числі 9,5 % дітей у віці до 18 років та 0,0 % осіб у віці 65 років та старших.
Цивільне працевлаштоване населення становило 1803 особи. Основні галузі зайнятості: освіта, охорона здоров'я та соціальна допомога — 59,1 %, мистецтво, розваги та відпочинок — 13,7 %, роздрібна торгівля — 8,8 %.